# Caeria
Caeria (gestorven rond 343 v.Chr.) was een Illyrische koningin. Ze regeerde over Illyrië vanaf het tweede deel van de 4e eeuw v.Chr.
Caeria raakte in conflict met Cynane, de dochter van Philippus II van Macedonië, door wie ze uiteindelijk vermoord zou worden. 